# Петелин, Дмитрий Александрович
Дми́трий Алекса́ндрович Пете́лин (род. 10 июля 1983, Кустанай) — российский космонавт-испытатель отряда космонавтов Госкорпорации «Роскосмос», базирующегося в ФГБУ «НИИ ЦПК имени Ю. А. Гагарина». 128-й космонавт СССР/России (130-й гражданин СССР/России в космосе ). Герой Российской Федерации, лётчик-космонавт Российской Федерации (2024).
До поступления в отряд космонавтов работал инженером-конструктором 3-й категории отдела конструкции самолётов ООО «Научно-инженерная компания». 21 сентября 2022 года стартовал с космодрома Байконур к Международной космической станции в качестве бортинженера экипажа транспортного пилотируемого корабля «Союз МС-22» и космических экспедиций МКС-67/МКС-68/МКС-69. Совершил шесть выходов в открытый космос продолжительностью более 39 часов. 27 сентября 2023 года вернулся на Землю на корабле «Союз МС-23». Полёт составил 370 суток 21 час 22 минуты, что стало самым длительным полётом по программе МКС.

## Биография
Дмитрий Александрович Петелин родился 10 июля 1983 года в городе Кустанай, Казахская ССР (ныне — Республика Казахстан), куда родители (мама — педагог, отец — инженер) переехали с Крайнего Севера. В 1990—1992 годах учился в школе № 24 города Удачный, Республика Саха (Якутия), затем в 1992—1997 годах в Дружбинской средней школе, где посещал авиамодельный кружок. В 2000 году окончил Технико-экономический лицей города Кустанай. По окончании лицея поступил на аэрокосмический факультет Южно-Уральского государственного университета. В 2006 году получил диплом инженера по специальности «самолёто- и вертолётостроение».
До поступления в отряд космонавтов работал инженером-конструктором 3-й категории отдела конструкции самолётов ООО «Научно-инженерная компания» в г. Жуковский. Занимался инженерными и прочностными расчётами элементов конструкций самолётов «Боинг 747», «Боинг 777», «Боинг 787» и других. Ездил в командировки в Сиэтл.

### Космическая подготовка
В январе 2012 года подал документы на первый открытый конкурс в отряд космонавтов РФ и с 30 октября 2012 года приступил к общекосмической подготовке. Успешно завершив подготовку, 16 июня 2014 года получил квалификацию «космонавт-испытатель».
3 ноября 2020 года решением Межведомственной комиссии по отбору космонавтов был утверждён в качестве бортинженера-2 дублирующего экипажа ТПК «Союз МС-18» и основного экипажа «Союз МС-19». В марте 2021 года в связи с возвратом Роскосмосом практики международных запусков, вместо Дмитрия Петелина в дублирующий экипаж «Союз МС-18» была включена астронавт Энн Макклейн
Проходил подготовку в составе резервного экипажа ТПК «Союз МС-19» и дублирующего экипажа ТПК «Союз МС-21». С мая 2021 года проходил подготовку в составе основного экипажа ТПК «Союз МС-22» и космической экспедиции МКС-68.
7 сентября 2022 года стал специальным корреспондентом ТАСС на Международной космической станции.

## Полёт

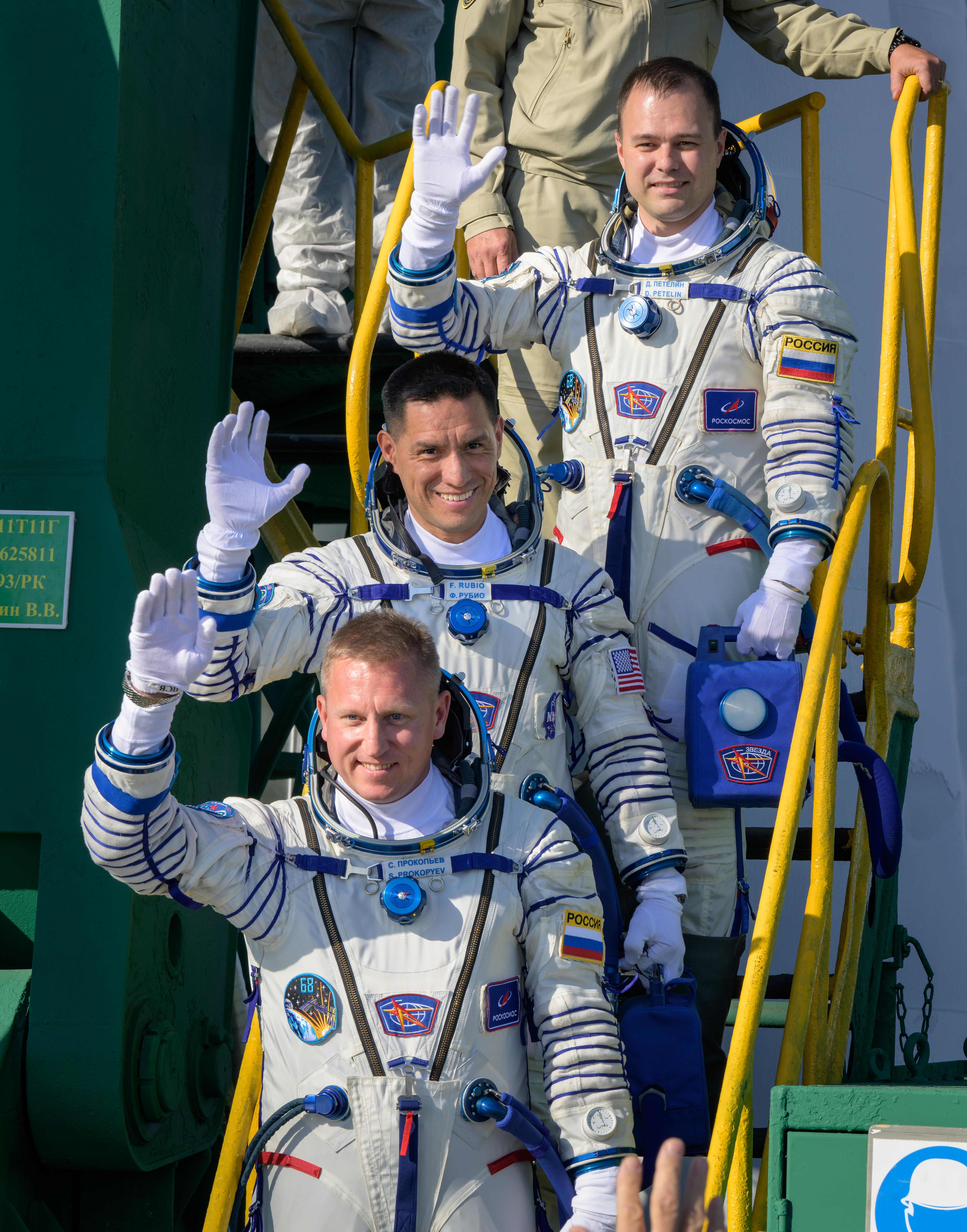
Экипаж перед стартом. 21 сентября 2022 года

21 сентября 2022 года в 16:54:49 мск (13:54:49 UTC) стартовал на ракете-носителе «Союз-2.1а» с 31-й площадки космодрома Байконур в качестве бортинженера экипажа транспортного космического корабля «Союз МС-22». Полёт проходил по двухвитковой схеме сближения с МКС и составил чуть более трёх часов. В 20:06:33 мск (17:06:33 UTC) корабль пристыковался в автономном режиме к модулю «Рассвет» (МИМ-1). Запуск корабля «Союз МС-22» стал первым в рамках соглашения Роскосмоса и НАСА о перекрёстных полётах.
17 ноября 2022 года совершил вместе с космонавтом Сергеем Прокопьевым выход в открытый космос для работ на внешней поверхности МКС. Космонавты подготовили дополнительный радиационный теплообменник к переносу европейским дистанционным манипулятором ERA с малого исследовательского модуля «Рассвет» на многоцелевой лабораторный модуль «Наука». На модуле «Рассвет» установили адаптер грузовой стрелы на узле захвата FRGF шлюзовой камеры, стравили консервационное давление азота, вакуумировали гидравлические контуры дополнительного радиационного теплообменника и демонтировали шесть стяжек с него. Кроме того, космонавты установили блокиратор на грузовой стреле ГСтМ-2 и смонтировали на модуле «Наука» средства крепления крупногабаритных объектов. Продолжительность выхода составила 6 часов 25 минут.
На 25 ноября планировался очередной выход в открытый космос космонавтов Петелина и Прокопьева, однако из-за нештатной работы насосов в системе охлаждения одного из скафандров, выход был перенесён на другую дату. 15 декабря, в ходе подготовки космонавтов к выходу на внешнюю поверхность МКС, было обнаружено повреждение внешней обшивки приборно-агрегатного отсека транспортного пилотируемого корабля «Союз МС-22», пристыкованного к станции. Экипаж доложил в ЦУП о срабатывании сигнализатора системы диагностики корабля, свидетельствующего о падении давления в системе охлаждения. Визуальный осмотр корабля подтвердил утечку, после чего было принято решение отменить выход по техническим причинам.
11 января 2023 года Роскосмос сообщил, что радиатор системы охлаждения ТПК «Союза МС-22» был повреждён в результате удара спорадическим метеороидом диаметром менее 1 мм на скорости 7 км/с, версия технического повреждения корабля радиатора не подтверждается. Из-за ситуации с повреждённым радиатором корабля госкомиссия приняла решение продлить полёт космонавтов Сергея Прокопьева, Дмитрия Петелина и астронавта Фрэнка Рубио с возвращением на Землю на корабле «Союз МС-23» в сентябре 2023 года. Корабль «Союз МС-22» был спущен на Землю в беспилотном варианте 28 марта 2023 года.
19 апреля 2023 года Дмитрий Петелин и Сергей Прокопьев совершили второй выход в открытый космос. Внекорабельная деятельность продлилась 7 часов 55 минут. Во время выхода в открытый космос на многоцелевой лабораторный модуль (МЛМ) «Наука» был перенесён радиатор, необходимый для снятия с МЛМ тепловых нагрузок. Перенос осуществлялся с помощью манипулятора ERA, которым с борта станции управлял космонавт Андрей Федяев. Прокопьев и Петелин, находившиеся снаружи станции, предварительно подготовили теплообменник к переносу, а затем подключили его к модулю.

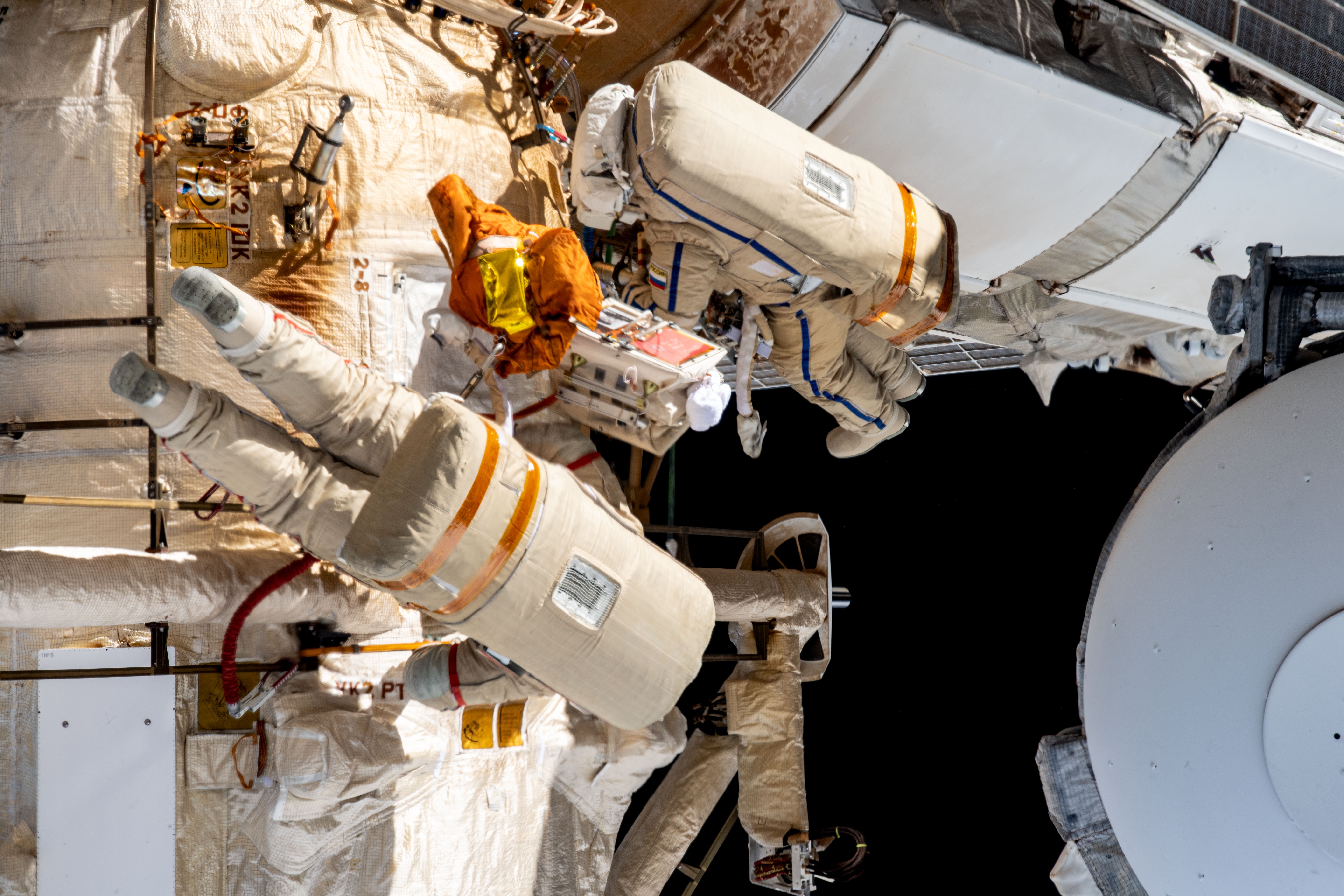
Выход в открытый космос 3 мая 2023 года

3 мая 2023 года в 23:01 мск космонавты Петелин и Прокопьев в третий раз вышли в открытый космос. Они провели в открытом космосе 7 часов 11 минут. В ходе внекорабельной деятельности на многоцелевой лабораторный модуль «Наука» была перенесена шлюзовая камера, предназначенная для работы с целевыми нагрузками. Перенос осуществлялся с помощью манипулятора ERA, которым с борта станции управлял космонавт Андрей Федяев.
12 мая 2023 года космонавты Петелин и Прокопьев совершили четвёртый выход в открытый космос. Они провели в открытом космосе 5 часов 14 минут. Космонавты демонтировали две стяжки с радиатора и раскрыли его панели, заправили теплоносителем гидравлические контуры радиатора и объединили их с гидравлическими контурами системы обеспечения теплового режима модуля «Наука». Также они установили два фала на европейском дистанционном манипуляторе ERA и выполнили дополнительную задачу — смонтировали два поручня-перехода между модулями «Наука» и «Причал».
22 июня космонавты Петелин и Прокопьев вновь совершили выход в открытый космос, продолжительностью 6 часов 24 минуты. Они демонтировали с модуля «Звезда» научную аппаратуру «Сейсмопрогноз», оборудование старой системы высокоскоростной передачи информации СВПИ и приемопередатчик TM/TC. Вместо них они установили и подключили новую аппаратуру РСПИ-М, предназначенную для высокоскоростной передачи информации с российского сегмента МКС на наземную станцию. Затем космонавты сняли с модуля «Звезда» планшет № 2 эксперимента «Импакт» и съемную кассету-контейнер СКК № 4-СМ с образцами материалов, которые провели в условиях открытого космоса 19 лет. Также был демонтирован с модуля «Поиск» один из трёх контейнеров оборудования «Биориск-МСН».
9-10 августа космонавты Петелин и Прокопьев совершили шестой выход в открытый космос длительностью 6 часов 34 минуты 40 секунд. Они переместили переносное рабочее место с модуля «Рассвет» на модуль «Наука» с помощью манипулятора ERA и установили экраны микрометеороидной защиты на «Рассвете». Космонавт Андрей Федяев, находясь на борту МКС, с помощью манипулятора ERA выполнил пробное перемещение Сергея Прокопьева на переносном рабочем месте, после чего установил рабочее место на хранение на модуле «Наука». 
27 сентября в 14:17 мск корабль «Союз МС-23» приземлился с экипажем длительных экспедиций МКС-68/МКС-69 — космонавтами Сергеем Прокопьевым и Дмитрием Петелиным, и астронавтом NASA Франциско Рубио, проведшими год на борту МКС, в районе казахстанского города Жезказган. Экипаж провёл в космосе 370 суток 21 час 22 минуты, что стало самым длительным полетом по программе МКС.
Статистика
| # | Стартовый корабль | Старт, UTC        | Экспедиция               | Корабль посадки | Посадка, UTC      | Налёт                      | Выходы в открытый космос | Время в открытом космосе |
| - | ----------------- | ----------------- | ------------------------ | --------------- | ----------------- | -------------------------- | ------------------------ | ------------------------ |
| 1 | Союз МС-22        | 21.09.2022, 13:54 | Союз МС-22, МКС-67/68/69 | Союз МС-23      | 27.09.2023, 17:17 | 370 суток 21 час 22 минуты | 6                        | 39 часов 44 минуты       |

## Награды и звания
- Герой Российской Федерации (12 апреля 2024 года) — за мужество и героизм, проявленные при осуществлении длительного космического полёта на Международной космической станции[27];
- Лётчик-космонавт Российской Федерации (12 апреля 2024 года)[27];
- Медаль Ю. А. Гагарина (Роскосмос, 2023)[28];
- Медаль «За пропаганду спасательного дела» (МЧС России, 5 марта 2024 года)[29];
- Медаль «За вклад в развитие Челябинской области» (11 апреля 2024 года) — За вклад в развитие ракетно-космической техники и деятельность, направленную на популяризацию аэрокосмического направления среди молодежи[30].

## Семья
Дмитрий Петелин женат, в семье три дочери Полина, Ульяна и Зоя 